# Achias sackeni
Achias sackeni är en tvåvingeart som beskrevs av Mcalpine 1994. Achias sackeni ingår i släktet Achias och familjen bredmunsflugor.
Artens utbredningsområde är Västpapua. Inga underarter finns listade i Catalogue of Life.